# 天津市机关事务管理局
天津市机关事务管理局是中华人民共和国天津市人民政府为负责对市直机关事务管理工作的直属机构。